# Sopieszyno (gromada)
Sopieszyno – dawna gromada, czyli najmniejsza jednostka podziału terytorialnego Polskiej Rzeczypospolitej Ludowej w latach 1954–1972.
Gromady, z gromadzkimi radami narodowymi (GRN) jako organami władzy najniższego stopnia na wsi, funkcjonowały od reformy reorganizującej administrację wiejską przeprowadzonej jesienią 1954 do momentu ich zniesienia z dniem 1 stycznia 1973, tym samym wypierając organizację gminną w latach 1954–1972.
Gromadę Sopieszyno z siedzibą GRN w Sopieszynie utworzono – jako jedną z 8759 gromad na obszarze Polski – w powiecie wejherowskim w woj. gdańskim na mocy uchwały nr 26/III/54 WRN w Gdańsku z dnia 5 października 1954. W skład jednostki weszły obszary dotychczasowych gromad Sopieszyno i Ustarbowo oraz obszar obrębu Wejherowo-Zamek (karta mapy 3) z dotychczasowej gromady Gowino ze zniesionej gminy Wejherowo, a także obszar dotychczasowej gromady Przetoczyno ze zniesionej gminy Wielki Donimierz w tymże powiecie. Dla gromady ustalono 10 członków gromadzkiej rady narodowej.
1 stycznia 1960 gromadę zniesiono, a jej obszar włączono do gromad: Gościcino z siedzibą w Wejherowie (miejscowości Sopieszyno, Ustarbowo, Ustarbowski Młyn, Biała, Borowo i Wygoda) i Szemud (miejscowości Przetoczyno, Sosnowa Góra, Laski, Krankowiec i Czarna Dąbrowa) w tymże powiecie.